# Deir Durunka
Deir Durunka (arabiska دير درنكة) är en ort i Egypten, och är belägen på Nilens västbank i guvernementet Asyut. Folkmängden uppgår till cirka 3 000 invånare.